# Los Vázquez, Aguascalientes
Los Vázquez är en ort i Mexiko.   Den ligger i kommunen Jesús María och delstaten Aguascalientes, i den centrala delen av landet, 400 km nordväst om huvudstaden Mexico City. Los Vázquez ligger 1 865 meter över havet och antalet invånare är 644.
Terrängen runt Los Vázquez är platt åt sydost, men åt nordväst är den kuperad. Runt Los Vázquez är det tätbefolkat, med 459 invånare per kvadratkilometer. Närmaste större samhälle är Aguascalientes, 11,3 km söder om Los Vázquez. Trakten runt Los Vázquez består till största delen av jordbruksmark.